# Far Away
Far Away (da: "Langt væk") er titlen på en country-inspireret folkballade af Jose Gonzalez. Sangen blev kendt som en del af lydsport til computerspillet "Red Dead Redemption", men er hidtil ikke udgivet på noget fysisk medie. Derimod er den tilgængelig som download fra en mængde online butikker. 
Denne melodi må ikke forveksles med nummeret af sammen navn fra EP'en "Rope and Summit", der er udgivet at samme musiker .